# 本克爾曼 (內布拉斯加州)
本克爾曼（英語：Benkelman）是一個位於美國內布拉斯加州丹地縣的城市。根據2010年美國人口普查，該地共人口953人，而該地的面積約為2.08平方千米。同時該地也是丹地縣的縣治。

## 地理
本克爾曼的座標為40°33′50″N 101°32′01″W / 40.56389°N 101.53361°W，而該地的平均海拔高度為910米（即2986英尺）。